# Pablo Chalfun
Pablo Chalfun (1993) è un ex giocatore di football americano atleta di CrossFit brasiliano, che ha giocato come linebacker.
Dopo la carriera nel football americano si è dedicato al Crossfit, partecipando anche ai CrossFit Games nel 2018.

## Palmarès
- 1 Brasil Bowl (Vasco Da Gama Patriotas, 2014)